# Eider Stellaire
Eider Stellaire war eine französische Zeuhl- und Fusion-Band, die im Jahr 1980 gegründet wurde.

## Bandgeschichte
Die Musiker Michel Le Bars, Patrick Singery und Jean-Claude Delachat waren drei Jahre unter dem Namen Astarte aktiv. Sie lösten diese Band 1980 auf, um Eider Stellaire zu gründen. Mit Pierre Gerard-Hirne, Véronique Perrault, Marie-Anne Boda und Michel Moindre spielten sie ihr Debütalbum ein, das sie im Selbstverlag veröffentlichten. Es entwickelte sich zu einem Klassiker des Zeuhl und war lange eine gesuchte Rarität, bis es 2011 von Soleil Zeuhl wiederveröffentlicht wurde.
Ihr zweites Album nahmen die Bandgründer mit Frank Coulaud, Ann Stewart (beide Shub-Niggurath), Pierre Minvielle und Marie-Anne Le Bars auf. Es erschien 1986 wiederum im Selbstverlag. Nachdem das dritte Album – das Le Bars, Singery und Delachat mit Franck Coulaud und Isabelle Nuffer (Altaïs) aufgenommen hatten – 1987 bei Musea erschienen war, lösten sich Eider Stellaire auf.

## Diskografie
- 1981: 1
- 1986: 2
- 1987: 3